# Peter Hyams
Peter Hyams (Nova York, Nova York, Estats Units, 26 de juliol de 1943) és un director de cinema, productor i guionista estatunidenc. Ha fet també de director de fotografia a la majoria de les seves pel·lícules.

## Biografia
Va començar la seva carrera com a periodista. Destaca amb la seva pel·lícula Capricorn One el 1978, on un periodista descobreix una vasta maquinació destinada a fer creure que uns astronautes han aterrat a Mart.>
Ha posat en escena pel·lícules de ciència-ficció (Outland o 2010: pel·lícula, la continuació de 2001: una odissea de l'espai de Stanley Kubrick) i de les pel·lícules d'acció (Timecop i Sudden Death amb Jean-Claude Van Damme).

## Filmografia

### Director
- 1974: Brigada antivici (Busting) amb Elliott Gould i Robert Blake
- 1974: Our Time amb Pamela Sue Martin
- 1976: Peeper amb Michael Caine i Natalie Wood
- 1978: Capricorn u (Capricorn One) amb Elliott Gould i James Brolin
- 1979: Hanover Street amb Harrison Ford i Lesley-Anne Down
- 1981: Outland amb Sean Connery i Peter Boyle
- 1983: The Star Chamber amb Michael Douglas
- 1984: 2010 amb Roy Scheider i John Lithgow
- 1986: Apunta, dispara i corre (Running Scared) amb Gregory Hines i Billy Crystal
- 1988: The Presidio amb Sean Connery i Meg Ryan
- 1990: Narrow Margin amb Gene Hackman i Anne Archer
- 1992: Stay Tuned amb John Ritter, Pam Dawber i Jeffrey Jones
- 1994: Timecop amb Jean-Claude Van Damme
- 1995: Sudden Death amb Jean-Claude Van Damme
- 1997: Relic amb Tom Sizemore i Penelope Ann Miller
- 1999: End of Days amb Arnold Schwarzenegger i Gabriel Byrne
- 2001: The Musketeer amb Justin Chambers i Mena Suvari
- 2005: A Sound of Thunder adaptació de Ray Bradbury
- 2009: Beyond a Reasonable Doubt amb Michael Douglas i Jesse Metcalfe
- 2013: Enemies Closer amb Jean-Claude Van Damme